# Lapka (Šumava)
Lapka (německy Diebstein, v překladu "Zlodějský kámen") (1172 m) patří mezi šumavské hory s nadmořskou výškou nad 1100 metrů. Vrchol tohoto kupovitého suku se nachází asi 820 metrů vzdušnou čarou severozápadně od centra Kvildy. Pro Kvildu je Lapka domovskou horou, neboť se převážná část domů této obce nachází na úpatí jihovýchodního svahu hory, který klesá ke Kvildskému potoku. Lapka je nedílnou součástí obce (na jeho svahu nad Teplou Vltavou je lyžařská sjezdovka).

## Podrobnější popis hory
Hora Lapka je tvořena starohorními až prvohorními pararulami (ruly vzniklé metamorfózou sedimentů), které jsou místy slabě migmatitizované. Hora je nesymetrická s výrazně příkřejším severovýchodním svahem. Úpatí tohoto svahu se sklání ke Kvildskému potoku. Zde je možno nalézt drobné kopečkovité útvary tzv. sejpy – pozůstatky vytěžené hlušiny jako připomínku na středověké dobývání zlata. Závěr severovýchodního svahu Lapky spadá do jižního výběžku chráněné I. zóny národního parku (Jezerní slať). Další chráněná I. zóna národního parku (Prameniště nad Kvildou) se nachází asi 600 metrů vzdušnou čarou na jihovýchod od vrcholu Lapky tam, kde je sedlo mezi Lapkou a horou Tetřev.  Tímto sedlem (s nadmořskou výškou asi 1130 metrů) prochází silnice spojující Kvildu s Modravou. Na vrcholu Lapky je skupina vrcholových skalek doprovázených balvany a sutí. Oblast při vrcholu hory je zalesněna smrčinou a neposkytuje kýžený výhled do kraje.

## Cesta na vrchol hory

### První trasa
Přístup na vrchol Lapky je po žluté turistické značce vedoucí od informačního centra z Kvildy směrem na Filipovu Huť. Žlutě značená cesta si zkracuje oblouk silnice nad Kvildou přímou cestou vzhůru. Po zhruba 390 metrech dojde k opětovnému napojení žlutě značené "zkratky" na silnici (již v lese). Dále nutno pokračovat ještě asi 100 metrů po silnici (směr Filipova Huť) a poté odbočit vpravo na neznačenou lesní cestu (vede k příhradovému telekomunikačnímu stožáru). Tato cesta směřuje přibližně k severovýchodu a v jejím nejvyšším místě (cca po 100 metrech chůze od silnice) je nutno uhnout vlevo a dále pokračovat volným terénem vzhůru (přibližně severním směrem). Po asi 300 metrech dojde turista na vrchol Lapky.

### Druhá trasa
Druhá trasa začíná taktéž z Kvildy po žluté turistické značce rovněž směrem na Filipovu Huť, ale po jejím opětovném napojením se na silnici nutno pokračovat po silnici dále (asi 800 metrů) až do sedla Lapka – Tetřev. Zde se nachází křížení silnice se širokou štěrkem zpevněnou lesní cestou. Na levou stranu vede tato lesní cesta kolem hory Tetřev, na pravou stranu se pak tato lesní cesta obloukem vrací (kolem meteorologické stanice Perla) zpět mezi Kvildu a Jezerní slať (přesněji k parkovišti zřízeném pro návštěvníky vyhlídkové obory s jeleny). Ze silnice nutno tedy odbočit vpravo a po zhruba 300 až 400 metrech chůze po výše uvedené lesní cestě se vydat vpravo do volného terénu. Po zhruba 550 metrech postupu volným terénem "do mírného kopce" se dostane turista na vrchol Lapky.